# Ибиса (град)
Ибиса (на испански: Ibiza) е град в Испания, Балеарски острови, провинция Балеарски острови, остров Ибиса.
Според Националния статистически институт на Испания през 2013 г. общината има 50 401 жители.

## Побратимени градове
- Кампече, Мексико
- Канкун, Мексико